# 蘇格蘭足球博物館
蘇格蘭足球博物館（英語：Scottish Football Museum）是蘇格蘭的國家足球博物館，位於格拉斯哥的咸普頓公園球場。足球博物館收藏了眾多和足球有關的紀念品，其中包括了世界歷史最久的足球帽和比賽門票，以及世界最古老的國家足球賽事獎杯蘇格蘭杯。此外博物館還提供咸普頓公園球場之旅活動。蘇格蘭足球名人堂也位於這裡。

## 外部連結
- Scottish Football Association
- Scottish Football Museum （页面存档备份，存于）
- Glasgow Museums & Art Galleries （页面存档备份，存于）
- Scottish Football Hall of Fame（页面存档备份，存于）

55°49′32″N 4°15′4″W / 55.82556°N 4.25111°W